# UEFA Club Footballer of the Year
UEFA Club Footballer of the Year var en tidligere fodboldaward af UEFA til den bedste spiller i europæisk klubfodbold. Tildelingen, sammen med "Bedste målmand", "Bedste Forsvar", "Bedste Midtbane," og "Best Angriber" blev givet i slutningen af hver sæson under et særligt galla i Monaco forud for UEFA Super Cup. 

## Vindere
Herunder er en liste over de pågældende vindere
| Sæson   | Land | Spiller           | Spillerposition | Klub              | Vandt desuden   |
| ------- | ---- | ----------------- | --------------- | ----------------- | --------------- |
| 1997–98 | BRA  | Ronaldo           | Angriber        | Inter Milan       | Bedste Angriber |
| 1998–99 | ENG  | David Beckham     | Midtbane        | Manchester United | Bedste Midtbane |
| 1999–00 | ARG  | Fernando Redondo  | Midtbane        | Real Madrid       |                 |
| 2000–01 | GER  | Stefan Effenberg  | Midtbane        | Bayern Munich     |                 |
| 2001–02 | FRA  | Zinedine Zidane   | Midtbane        | Real Madrid       |                 |
| 2002–03 | ITA  | Gianluigi Buffon  | Målmand         | Juventus          | Bedste Målmand  |
| 2003–04 | POR  | Deco              | Midtbane        | Porto             | Bedste Midtbane |
| 2004–05 | ENG  | Steven Gerrard    | Midtbane        | Liverpool         |                 |
| 2005–06 | BRA  | Ronaldinho        | Angriber        | Barcelona         |                 |
| 2006–07 | BRA  | Kaká              | Midtbane        | Milan             | Bedste Angriber |
| 2007–08 | POR  | Cristiano Ronaldo | Angriber        | Manchester United | Bedste Angriber |
| 2008–09 | ARG  | Lionel Messi      | Angriber        | Barcelona         | Bedste Angriber |
| 2009–10 | ARG  | Diego Milito      | Angriber        | Inter Milan       | Bedste Angriber |

### Lande
| Land                    | Spillere |
| ----------------------- | -------- |
| ARG                     | 3        |
| BRA                     | 3        |
| ENG                     | 2        |
| POR                     | 2        |
| Skabelon:Lande data GRA | 1        |
| FRA                     | 1        |
| ITA                     | 1        |